# Alectrosaurus
Alectrosaurus olseni
Genre
Espèce
Alectrosaurus, « reptile isolé » (du grec ἄλεκτρος / álektros, « sans union, seul », et σαῦρος / saûros, « lézard »), est un genre de dinosaures théropodes de la super-famille des Tyrannosauroidea ayant vécu pendant le Crétacé supérieur. Ce genre n'est représenté que par l'espèce Alectrosaurus olseni.

## Classification
L'holotype a été découvert en 1923 en Mongolie-Intérieure et décrit en 1933 par le paléontologue Charles Whitney Gilmore. 

## Description
Alectrosaurus était de taille moyenne.
Il possédait des bras assez courts, son humérus était très robuste et les griffes de sa main étaient larges, comme chez les Therizinosauridae.
- Son nom signifie Reptile isolé
- Époque :  Crétacé supérieur (- 83 Ma à - 74 Ma)
- Taille :  5 m de long, 2 m de haut, ~ 450 kg[2]
- Régime alimentaire : carnivore

## Inventaire des fossiles retrouvés
- Os de la main, de la cheville et du pied, fémur, tibia, fibula. La seule espèce est Alectrosaurus olseni.